# 포항 대전리 백계당
포항 대전리 백계당은 대한민국 경상북도 포항시 송라면 대전리에 있다. 2016년 9월 5일 포항시의 향토문화유산(유형) 제2016-05호로 지정되었다.

## 개요
대전리 백계당은 내연산 산신인 '할무당 할매'를 모시는 사당이다. 현 위치로부터 위로 약 2km 떨어진 내연산 문수봉과 삼지봉 사이의 할무당재에 있었던 것을 1928년에 이건하였다고 한다. 이건 이전에 3차례(1892, 1901, 1914) 중수한 기록은 있지만 창건 기록은 없다.